# Gens
Nell'antica Roma, la gens (pl. gentes) era un gruppo di famiglie che si riconosceva in un antenato comune e praticava culti comuni.
Secondo la convenzione dei nomi romani, i membri di una gens condividevano lo stesso nomen gentilizio, mentre i suoi differenti "rami", le famiglie (familiae), portavano un differente cognomen (o soprannome) per distinguersi. Ad esempio la gens Cornelia comprendeva sia i Cornelii Scipiones, sia i Cornelii Balbi, i Cornelii Lentuli, eccetera.

## Origine
Le gentes furono un'istituzione fondamentale nel periodo più antico della storia romana e probabilmente la loro origine fu precedente alla fondazione della città, ricordando simili raggruppamenti di stampo indoeuropeo che hanno dato origine alla Sippe tedesca.
La loro origine si deve probabilmente presso i Latini all'aggregazione in nuclei più complessi di famiglie patriarcali che condividevano gli stessi usi e costumi, riti e sistema clientelare e che si organizzarono in una prima struttura sociale.
La gens possedeva collettivamente un territorio e organizzava in relazione a questo la propria difesa, come mostra l'episodio della battaglia del Cremera, combattuta dalla sola gens Fabia contro Veio nel 477 a.C..
La base della gens era anche economica, come gruppo che poteva sviluppare la pastorizia, e in un secondo periodo l'agricoltura in modo estensivo.
Non ebbero un capo permanente, ma potevano averlo (pater gentis) in casi particolari: un esempio è l'episodio di Atta Clausus che secondo la tradizione avrebbe guidato nel 504 a.C. il trasferimento a Roma della gens Claudia al completo, ottenendo terre per la gens e la propria cooptazione nel Senato.
I matrimoni al di fuori del gruppo gentilizio erano soggetti a particolari procedure.

## Storia
I rapporti delle gentes erano un fattore importante nella politica in epoca più antica; la fondazione di Roma (nella metà dell'VIII secolo a.C.), è sicuramente riconducibile ad una federazione gentilizia costruita su motivi economici, politici, sociali che portarono alla fondazione di una città (forse il primordiale arx sul Campidoglio), e consentirono lo sviluppo nella valle del Tevere, in corrispondenza del tratto navigabile del fiume, in prossimità del pons Sublicius e dell'isola Tiberina.
Originalmente le prime gentes erano solo patrizie, almeno fino al V secolo a.C., quando ai plebei, fu permesso di contrarre matrimoni con gentes patrizie. La lex Canuleia del 445 a.C. abolì, infatti, il divieto di matrimonio tra patrizi e plebei, assegnando lo ius connubii alle famiglie della plebe.

## Gentes maiores e minores
Fra le gentes patrizie c'erano due categorie, le gentes maiores e le gentes minores.
Le gentes maiores erano le famiglie principali di Roma, le più antiche, discendenti dai primi padri o senatori nominati da Romolo detti patres maiorum gentium. Secondo Tito Livio queste gentes originarie, risalenti alla fondazione di Roma furono un centinaio, e tra queste vi erano la gens Aemilia, la gens Claudia (che in realtà era giunta a Roma dalla Sabina nel 504, ed alla quale era stato assegnato un ager), la gens Cornelia, la gens Curtia, la gens Fabia, la gens Valeria.
Altre gentes come la Iulia o la gens Quintia erano state cooptate da Roma quando la città di Alba Longa fu conquistata e distrutta dai Romani guidati da Tullo Ostilio. La gens Atilia aveva probabilmente le sue origini nel popolo dei Volsci.
(Tito Livio, Ab Urbe condita libri, I, 30., Newton & Compton, Roma, 1975, trad.: G.D. Mazzocato)
Le gentes minores erano le più recenti ed i loro membri discendevano dalle famiglie plebee che Tarquinio Prisco aveva innalzato al patriziato per crearsi una base di supporto al suo potere.
Nel 268 a.C. viene concessa la cittadinanza romana ai Sabini, includendo le ultime nuove tribù, la Quirina e la Velina.